# ریموند (حوزه سرشماری)، نیوهمپشایر
ریموند (به انگلیسی: Raymond) یک منطقهٔ مسکونی در ایالات متحده آمریکا است که در ریموند، نیوهمپشایر قرار دارد. ریموند ۱۲٫۴۳ کیلومتر مربع مساحت و ۲٬۸۵۵ نفر جمعیت دارد و ۶۲٫۴۸ متر بالاتر از سطح دریا قرار دارد.